# Bob Katsionis
Babis „Bob” Katsionis (ur. 17 lutego 1977 w Atenach) – grecki klawiszowiec i gitarzysta znany przede wszystkim z występów greckim zespole power metalowym Firewind, w którym grał od 2004 roku. W 2020 opuścił zespół. Poza Firewind Katsionis współpracował również z takim zespołami jak Nightfall, Power Quest czy Septic Flesh.

## Wybrana dyskografia[1]
Firewind (2004-2020)
- Forged By Fire (2005)
- Allegiance (2006)
- The Premontion (2008)
- Days of Defiance (2010)
- Few Against Many (2012)
- Immortals (2017)

Nightfall (1999-2005)
- I am Jesus (2002)
- Lyssa: Rural Gods And Astonishing Punishments (2004)

Star Queen (2002)
- Faithbringer (2002)

Solowa działalność (2002-nadal)
- Turn of My Century (2002)
- Imaginary Force (2004)
- Noemon (2008)
- Rest in Keys (2012)
- Prognosis & Synopsis (2018)
- Amadeus Street Warrior / A 16-bit Fictional Game Soundtrack (2020)